# Montagne (Gironda)
Montagne è un comune francese di 1 758 abitanti situato nel dipartimento della Gironda nella regione della Nuova Aquitania.

## Società

### Evoluzione demografica
Abitanti censiti